# Nesolagus timminsi
Nesolagus timminsi este o specie de iepuri găsită în Laos și Vietnam. Uniunea Internațională pentru Conservarea Naturii a clasificat această specie ca fiind pe cale de dispariție.

## Descriere
Iepurele este dungat, cu o crupă roșie și seamănă cu iepurele de Sumatera (Nesolagus netscheri). Abia recent a devenit cunoscut oamenilor de știință occidentali: iepurii din genul Nesolagus au fost observați pentru prima dată în anul 1996 de către biologul Rob Timmins într-o piață din Bak Lak din Laos, iar specia a fost descrisă în anul 2000 și numită după descoperirea lui Timmins.

## Răspândire
Nesolagus timminsi este originară dintr-un lanț muntos⁠(en)[traduceți] de la granița Laos-Vietnam.

## Stare de conservare
Printre amenințările pentru această specie se numără capcanele, vânătoarea și pierderea habitatului Se găsește în arii protejate precum Parcul Național Phong Nha-Kẻ Bàng, Nakai – Nam Theun⁠(en)[traduceți] și Umat. Laos și Vietnam nu au luat măsuri de conservare pentru această specie. Înregistrările arată că acești iepuri pot fi frecvent întâlniți în habitate adecvate, iar în alte zone sunt rar întâlniți. Uniunea Internațională pentru Conservarea Naturii a evaluat starea de conservare ca fiind pe cale de dispariție pe baza faptului că în Vietnam se întâmplă des să ca iepuri din această specie să fie prinși în capcană, care provoacă scăderi accentuate la toate mamiferele mici din regiune care viețuiesc la nivelul solului.